# Turons Bugti
Els turons Bugti són una serralada de turons de l'est de Balutxistan, Pakistan. Inclou el país tribal anomenat Bugti.
Fa uns 30 milions d'anys hi vivien en les seves selves plujoses els animals similars als actuals lèmurs, del grup haplorrinis: Bugtipithecus inexpectans, Phileosimias kamali i Phileosimias brahuiorum.